# Dial „B“ for Barbra
Dial „B“ for Barbra ist ein Jazzalbum von Horace Tapscott. Die am 26. April 1980 in den United-Western Studios, Los Angeles, entstandenen Aufnahmen erschienen 1981 als Langspielplatte und 2006 als Compact Disc auf Tom Albachs Label Nimbus Records.

## Hintergrund
Nach zwei Alben mit dem Pan Afrikan Peoples Arkestra, Flight 17 (1978) und The Call (1979), sowie seinem ersten Soloalbum (Songs of the Unsung), einem Duoalbum mit Everett Brown Jr. (At the Crossroads) und einem Trioalbum mit Brown und David Bryant (Autumn Colors) nahm der Pianist Horace Tapscott 1980 das folgende Album Dial „B“ for Barbra in Sextettbesetzung auf. In seinem Ensemble spielten zu diesem Zeitpunkt Reggie Bullen (Trompete), Gary Bias (Alt- und Sopransaxophon), Sabir Mateen (Tenorsaxophon), Roberto Miranda (Bass) und Everett Brown, Jr. (Schlagzeug, Perkussion). 2021 wurde das Album in einer erweiterten Form als Doppel-LP wiederveröffentlicht; darauf zusätzlich enthalten sind der erste Take von „Lately's Soho“ und „Heard Ya Before Ya Got Her“.
Das Titelstück schrieb er in Erinnerung an eine euroamerikanische Mitschülerin, in die er sich während der Schulzeit verliebt hatte.

## Titelliste
- Horace Tapscott: Dial „B“ for Barbra (Nimbus NS1147)[2]

A1 Lately's Solo 10:30

A2 Dial 'B' For Barbra 9:47

B Dem' Folks (Linda Hill) 19:37
Wenn nicht anders vermerkt, stammen die Kompositionen von Horace Tapscott.
- Horace Tapscott Sextet – Dial 'B' For Barbra (Nimbus West Records Nimbus 1147)[3]

A1 Lately's Solo

A2 Dial 'B' For Barbra

B Dem' Folks

C Lately'S Soho (Take One)

D Heard Ya Before Ya Got Here

## Rezeption
Scott Yanow verlieh dem Album in Allmusic viereinhalb Sterne und meinte, dies sei die beste Aufnahme des Pianisten Horace Tapscott für das kleine Nimbus-Label. Die Gruppe würde sich auf ein paar Stücken von Tapscott und einer 19½-minütigen Version von Linda Hills „Dem Folks“ entfalten. Obwohl man die Musik als Avantgarde Jazz bezeichnen könnte, verhindern die Verwendung von Rhythmen und Wiederholungen, dass die Ergebnisse abschreckend wirken könnten und die Darbietungen eine eigene Dynamik entwickelten.